# Loxozyga eurynephes
Loxozyga eurynephes är en fjärilsart som beskrevs av Edward Meyrick 1938. Loxozyga eurynephes ingår i släktet Loxozyga och familjen praktmalar, Oecophoridae. Inga underarter finns listade i Catalogue of Life.